# Redlitz
Redlitz, niedersorbisch Rědłojce, ist ein Wohnplatz von Groß Klessow, einem Ortsteil der Stadt Lübbenau/Spreewald im Landkreis Oberspreewald-Lausitz in Brandenburg.

## Lage
Redlitz liegt in der Niederlausitz am südlichsten Rand des Spreewaldes etwa fünf Kilometer südlich von Lübbenau im amtlichen Siedlungsgebiet der Sorben/Wenden. Umliegende Ortschaften sind Groß Klessow im Norden, Boblitz im Nordosten, Groß Lübbenau im Osten, Bischdorf im Südosten, Schönfeld Nord im Südwesten, Kittlitz im Westen sowie Eisdorf im Nordwesten.
Redlitz liegt in der Nähe des ehemaligen Braunkohletagebaus Seese-West. Der ehemalige Nachbarort Kückebusch wurde zugunsten des Tagebaus abgebaggert.

## Geschichte
Die erste urkundliche Erwähnung von Redlitz datiert auf das Jahr 1363, als die Gutsherrin von Seese zwei Hufen in „Redelicz“ als Leibgedinge zugeschrieben bekam. Der Ortsname leitet sich aus der sorbischen Sprache ab und bedeutet „Ort, an dem Leute eines Mannes namens Radel wohnen“. Dementsprechend muss „Radel“ einer der Grundherren gewesen sein.
In der Folgezeit wechselten die Gutsbesitzer häufig. Im Jahr 1821 gab es in Redlitz acht Gebäude mit 40 Einwohnern, von den sechs Familien im Dorf waren zwei Bauern und vier Kossäten. Nach der Separation im Jahr 1825 mussten die Bauern in Redlitz jeweils ein drittel ihres Bodens an das Rittergut abgeben, sodass von der etwa 100 Hektar großen Gemarkung nur ein fünftel den dort lebenden Bauern gehörte. 1840 gab es in Redlitz ein Rittergut und eine Ziegelei, das Dorf hatte 50 Einwohner. Bis 1864 stieg die Einwohnerzahl auf 64. Redlitz war nach Lübbenau eingepfarrt. 1870 erwarben die Grafen zu Lynar das Rittergut und verpachteten den Gutshof sowie die in etwa 300 Parzellen zerlegte Ortsflur an Interessenten. Zum selben Zeitpunkt gab es im Ort eine Ziegelei. Der größte Teil des Redlitzer Gutsbezirkes wurde 1928 mit dem Groß Lübbenauer Gutsbezirk zusammengelegt.
Nach der Bodenreform 1945 wurden die Gutsherren enteignet und das Land auf die fünf Bauern im Dorf aufgeteilt. 1960 schlossen sie sich der Landwirtschaftlichen Produktionsgenossenschaft „Energie“ in Groß Klessow an. Durch den Tagebau Seese-West gingen große Teile der südlichen Gemarkung verloren, heute ist das Gebiet größtenteils wieder rekultiviert und wird landwirtschaftlich genutzt.
Nach den Vereinbarungen des Wiener Kongresses kam Redlitz an das Königreich Preußen und lag im Landkreis Calau. Zum 1. Januar 1926 erfolgte die Eingemeindung nach Groß Klessow. Am 25. Juli 1952 wurde Redlitz als Teil von Groß Klessow dem neu gebildeten Kreis Calau im Bezirk Cottbus zugeordnet. Nach der Wende lag das Dorf im Landkreis Calau in Brandenburg. Nach der Kreisreform in Brandenburg am 6. Dezember 1993 wurden Groß Klessow und Redlitz dem neu gebildeten Landkreis Oberspreewald-Lausitz zugeordnet. Am 26. Oktober 2003 wurde Groß Klessow nach Lübbenau/Spreewald eingemeindet und Redlitz zu einem Wohnplatz herabgestuft.

## Bevölkerungsentwicklung
| 1875 | 38 | 1910 | 23 |
| 1890 | 18 | 1925 | 21 |